# Historia de las Relaciones Públicas
La mayoría de los libros de texto consideran que el establecimiento de la oficina de la publicidad en 1900 es la fundación de la profesión de las relaciones públicas.  Sin embargo, los académicos han encontrado formas tempranas de influencia pública y gestión de las comunicaciones en las civilizaciones antiguas, durante la colonización del Nuevo Mundo y durante el movimiento para abolir la esclavitud en Inglaterra. Basilio Clark es considerado el fundador de las relaciones públicas en el Reino Unido para su establecimiento de Servicios Editoriales en 1924, aunque el académico Noel Turnball cree que las relaciones públicas fueron fundadas en Gran Bretaña por primera vez por los evangélicos y los reformadores victorianos.
La propaganda fue utilizada por los Estados Unidos, la Unión Soviética, el Reino Unido, Alemania y otros para reunir ayuda interna y demonizar a los enemigos durante las guerras mundiales, lo que llevó a más sofisticados esfuerzos publicitarios comerciales conforme el talento de relaciones públicas entrar en el sector privado. La mayoría de los historiadores creen que las relaciones públicas se establecieron por primera vez en los EE. UU. por Ivy Lee o Edward Bernays, luego se extendió a nivel internacional. Muchas empresas estadounidenses con departamentos de relaciones públicas difundieron la práctica a Europa cuando crearon filiales europeas como resultado del plan Marshall.
La segunda mitad del siglo XX se considera la era de desarrollo profesional de las relaciones públicas. Se establecieron asociaciones comerciales, revistas de noticias de relaciones públicas, agencias internacionales de relaciones públicas y los principios académicos para la profesión. En la década de 2000, servicios de prensa comenzaron a ofrecer comunicados de prensa. El Manifiesto Cluetrain, quien predijo el impacto de los medios sociales en 1999, fue polémico en su tiempo, pero para el 2006, el efecto de los medios sociales y las nuevas tecnologías de Internet llegó a ser ampliamente aceptado.

## Orígenes

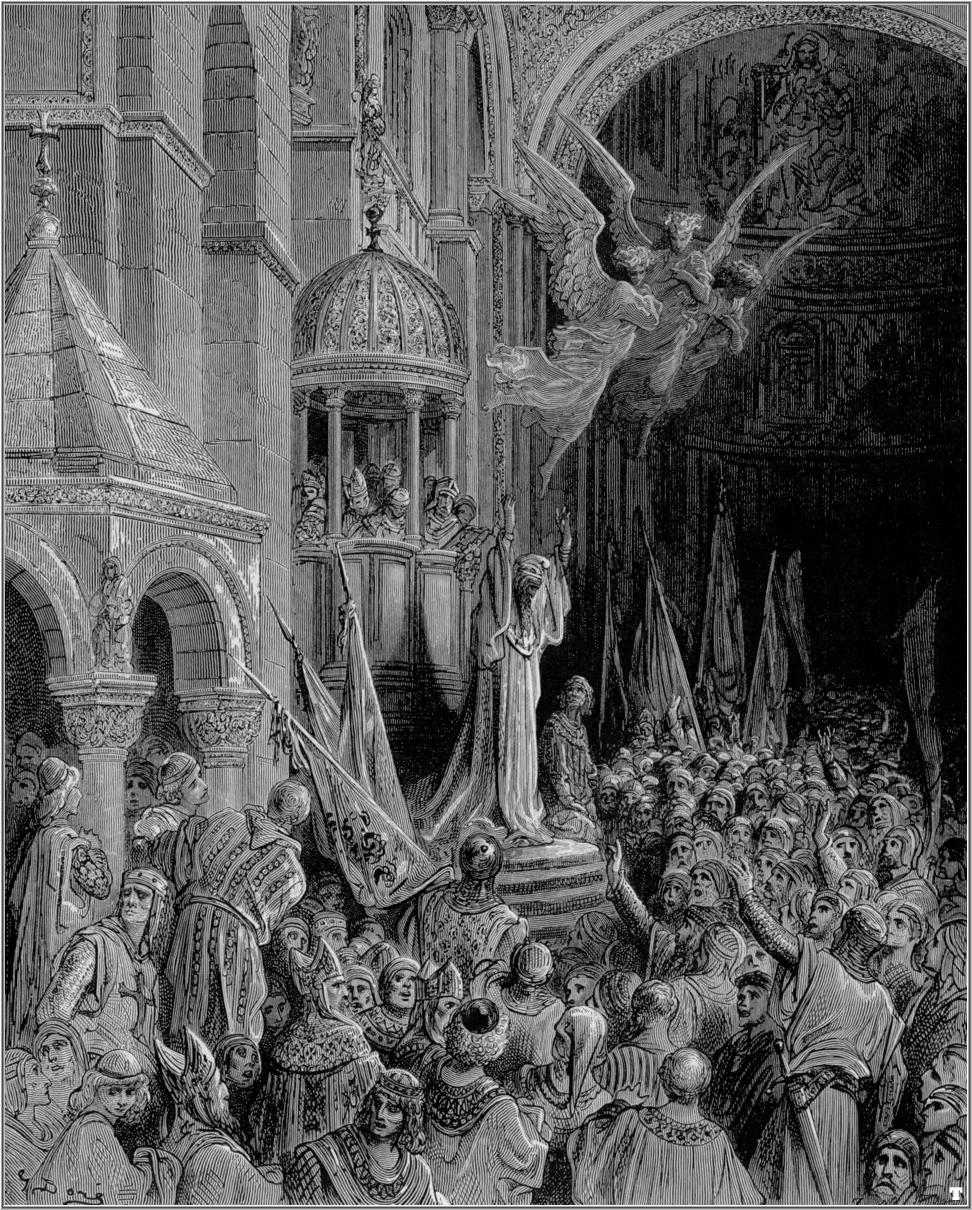
Una obra que depicta un sacerdote que promueve las Crudasas

Aunque el término "relaciones públicas" no se había desarrollado aún, académicos como James E. Grunig y Scott Cutlip identificaron las primeras formas de influencia pública y gestión de las comunicaciones en las civilizaciones antiguas. De acuerdo con Edward Bernays, uno de los pioneros de las relaciones públicas, "Los tres elementos principales de las relaciones públicas son prácticamente tan antiguos como la sociedad: informar a la gente, persuadir a la gente, o la integración de las personas con la gente." Scott Cutlip dijo que los acontecimientos históricos han sido definidos como relaciones públicas retrospectivamente, "una decisión con la que muchos pueden discutir."
Una tablilla de arcilla encontrada en el antiguo Irak que promovió técnicas agrícolas más avanzadas a veces es considerada como el primer ejemplo conocido de las relaciones públicas. Líderes babilónicos, egipcios y persas crearon pirámides, obeliscos y estatuas para promover su derecho divino para liderar. Además, se utilizaron reclamaciones de magia o de la autoridad religiosa para persuadir al público del derecho de un rey o faraón para gobernar.
Antiguos filósofos griegos como Sócrates, Platón y Aristóteles crearon las primeras teorías de la retórica y la persuasión. En Grecia hubo defensores de alquiler llamados "sofistas". Platón y otros dijeron que los sofistas eran deshonestos y engañaron al público, mientras que el libro "Relaciones Públicas como Gestión de la Comunicación", dijo que eran "en gran parte un grupo ético" que "utiliza los principios de la comunicación persuasiva."  En Egipto los consejeros de la corte aconsejaban a los faraones a hablar honestamente y escribas documentaron los hechos del faraón. En Roma Julio César escribió la primera biografía promoviendo su éxito militar. También encargó boletines y poemas para apoyar su posición política. En la Europa medieval, los artesanos organizados en gremios lograron su reputación colectiva. En Inglaterra, los cancilleres actuaron como mediadores entre gobernantes y gobernados.
La concentración del Papa Urbano II para las cruzadas es también una referencia de esfuerzo de relaciones públicas. El Papa Gregorio XV fundó el término "propaganda" cuando creó Congregatio de Propaganda ("congregación para la propagación de la fe" ), que utilizaba misioneros capacitados para difundir el cristianismo. El término no llevó una connotación negativa hasta que se asoció con la publicidad gubernamental en torno a la Segunda Guerra Mundial. A principios de los años 1200, la Carta Magna fue creada como resultado de Stephen Langton convenciendo a los barones ingleses a persuadir al rey Juan a reconocer la autoridad de la iglesia.

## Antecedentes

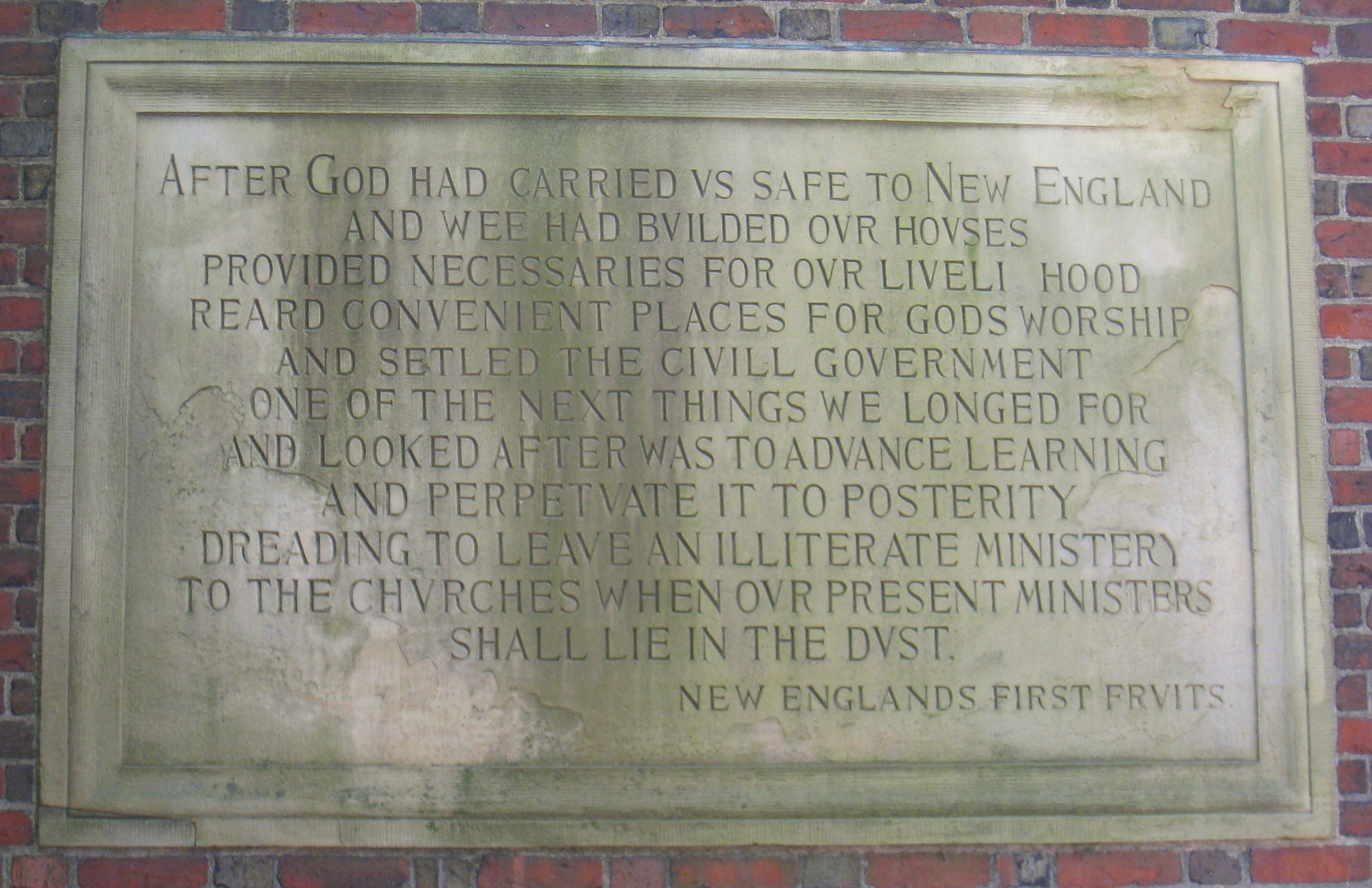
Placa de Harvard citando un pasaje del panflteo de fundación de New England's First Fruits

Exploradores como Magallanes, Colón y Raleigh utilizaron afirmaciones exageradas de grandeza para atraer colonos a venir al Nuevo Mundo. Por ejemplo, en 1598, una zona pantanosa desolado de Virginia fue descrito por el capitán Arthur Barlowe de la siguiente manera:. "El suelo es el más abundante, dulce, fructífero y sano de todo el mundo". Cuando los colonos respondían a Europa sobre las dificultades de la colonización de Virginia, incluyendo el número de muertos causados por los conflictos con los indios, se distribuyeron folletos con autores anónimos para tranquilizar a los colonos potenciales y reprender las críticas.
El primer boletín de noticias y el primer periódico diario fueron fundados en Alemania en 1609 y 1615 respectivamente. El Cardenal Richelieu de Francia mandó a hacer panfletos que apoyaban sus políticas y atacaban a sus opositores. El gobierno también creó una oficina de publicidad llamada Información y Propaganda y un periódico semanal originalmente controlado por el gobierno francés, La Gaceta. Alrededor del año 1600 los dos lados del conflicto inglés, la Guerra Civil, utilizaban folletos para atacar o defender la monarquía, respectivamente. El poeta John Milton escribió panfletos anónimos que defienden ideas como la liberalización del divorcio, el establecimiento de una república y la importancia de la libertad de expresión. Un folleto entonces anónimo de 1738 escrito por María Teresa del Imperio austriaco era influyente en la crítica a los masones y abogaba por una alianza entre los gobiernos británicos, holandeses y austriacos.
En 1641, la Universidad de Harvard envió tres predicadores a Inglaterra para recaudar fondos para las actividades misioneras entre los indios. Para apoyar la recaudación de fondos, la Universidad creó uno de los folletos más antiguos de recaudación de fondos, "primeros frutos de Nueva Inglaterra". Una primera versión de la nota de prensa fue utilizada cuando la Universidad King (ahora Universidad de Columbia), envió un anuncio de sus ceremonias de graduación de 1758 y varios periódicos imprimieron la información. Princeton fue la primera universidad que suministraba periódicos con información sobre las actividades de la universidad habitualmente. También fue la primera universidad en practicar rutinariamente la impresión de periódicos con la información de las actividades universitarias.

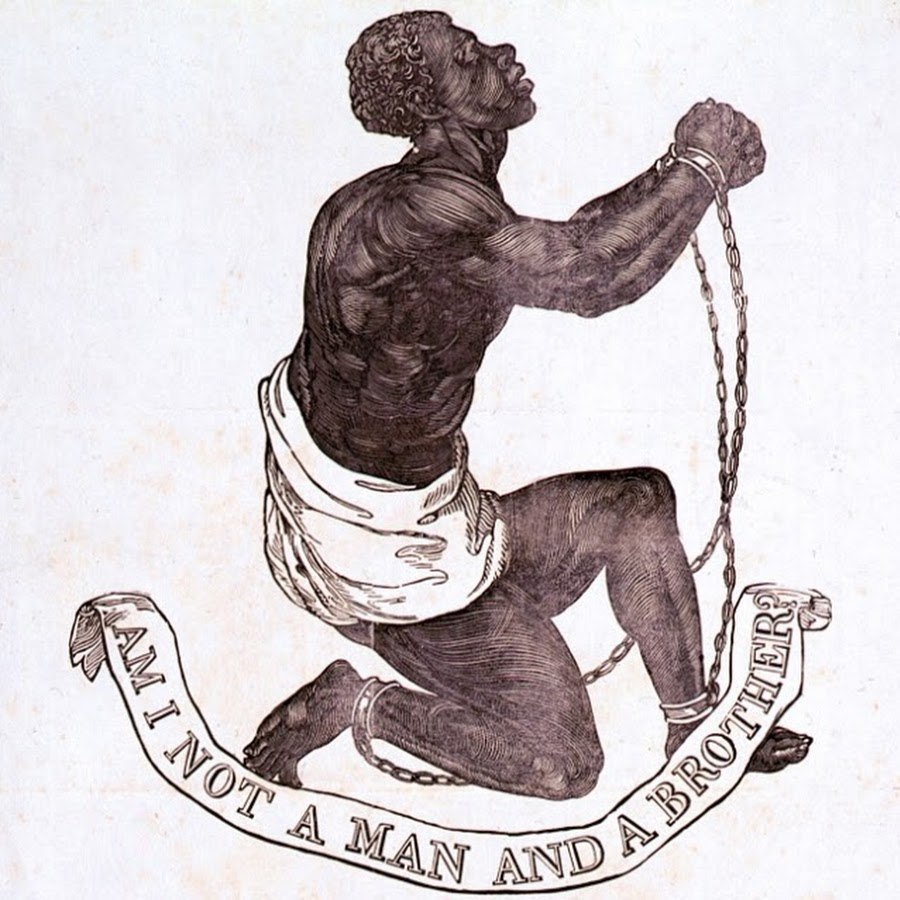
Medallón de 1787 promoviendo la causa de abolición de la esclavitud

 Según Noel Turnball, profesor de la Universidad RMIT, formas más sistemáticas de relaciones públicas comenzaron conforme el público empezó a organizar los movimientos sociales y políticos. La Sociedad para la Abolición de la Trata de Esclavos fue fundada en Inglaterra en 1787. Se publicaron libros, carteles y se organizaron conferencias públicas en Inglaterra para abogar contra la esclavitud. Las industrias que dependían de la esclavitud trataron de persuadir a la clase media de que era necesario y que los esclavos también merecían condiciones de vida humanas. La trata de esclavos se abolió en El Acta de Trata de Esclavos en 1807. En los EE. UU., el movimiento para abolir la esclavitud comenzó en 1833 con el establecimiento de la Sociedad Americana contra la Esclavitud, utilizando tácticas adoptadas por el movimiento abolicionista británico. Según Edward Bernays, el movimiento abolicionista estadounidense usó "todos los dispositivos disponibles de comunicación, la atracción y la acción", tales como peticiones, panfletos, cabildeo político, sociedades locales y boicots. El Sur respondió defendiendo la esclavitud sobre la base de la economía, la religión y la constitución. En algunos casos, la propaganda en favor de la abolición de la esclavitud fue prohibida en el sur y los abolicionistas fueron asesinados o encarcelados. Las relaciones públicas también jugaron un papel en los movimientos abolicionistas en Francia, Australia y Europa.
El Boston Tea Party se ha llamado un "acto de relaciones públicas" o pseudo evento organizado con el objeto influir en el público. Los panfletos como Common Sense (1775-1776) y la crisis americana (1776-1783) se utilizaron para difundir propaganda antibritánica en los Estados Unidos, con el lema "impuestos sin representación es tiranía." Después de que se ganó la revolución, los desacuerdos se produjeron en relación con la Constitución de los Estados Unidos. Los partidarios de la constitución enviaron cartas, ahora llamadas los Documentos Federalistas, a las principales agencias de noticias, lo cual ayudó a persuadir al público para apoyar la constitución. Historias exageradas de Davy Crocket y la California Gold Rush (Fiebre del oro de California) fueron utilizados para persuadir al público para luchar en la guerra contra México y emigrar al oeste de los EE. UU., respectivamente.
El autor Marvin Olasky dijo que las relaciones públicas en la década de 1800 fueron espontáneas y descentralizadas. En la década de 1920, los estadounidenses querían refutar la perspectiva de aristócratas franceses de que la democracia estadounidense estaba a cargo de "la chusma" que "no tenía sentido de la historia, ni sentido de gratitud a aquellos que habían servido, y no tenían sentido de virtud". Para combatir esta percepción, el aristócrata francés Marqués de Lafayette, que ayudó a financiar la revolución americana, fue invitado a una gira por los Estados Unidos. Cada comunidad que visitó creó un comité para darle la bienvenida y promover su visita. A mediados de la década de 1800 PT Barnum fundó el Museo de América y el Barnum y el circo Bailey. Él fue conocido por promover su circo utilizando técnicas manipuladoras. Por ejemplo, anunció que su museo exhibiría una mujer de 161 años de edad, que había sido enfermera de Washington, entonces exhibió a una anciana y un certificado de nacimiento falsificado.
Los primeros grupos de campaña ambientales como la Coal Abatement Society y Congo Reform Association se formaron a finales de 1800.  A finales de 1800 surgieron muchas de las prácticas, ahora estándar, de relaciones en medios, tales como la realización de entrevistas y conferencias de prensa. Las empresas industriales comenzaron a promover su imagen pública. La empresa siderúrgica y el armamento alemán Krupp crearon el primer departamento de prensa corporativa en 1870 para escribir artículos, folletos y otras comunicaciones que anuncian la firma. El primer departamento de relaciones públicas en EE. UU. se estableció en 1889 por Westinghouse Corporation. "EL primer departamento de relaciones públicas fue creado por el inventor e industrial George Westinghouse en 1889 cuando contrató a dos hombres para dar a conocer su proyecto, corriente de electricidad alterna". Algunos colegiales creen que la primera aparición del término" relaciones públicas "estaba en el libro "1897 Year Book of Railway Literature".

## Orígenes de la profesión
El libro Today's Public Relations: An Introduction dice, aunque los expertos no están de acuerdo sobre el origen de las relaciones públicas, que muchos identifican el año 1900 como el principio de ésta profesión remunerada. De acuerdo con Barbara Diggs-Brown, una académica de la American University School of Communication el campo de relaciones públicas comenzó su trabajar en los acontecimientos históricos con el fin de comprobar su validez, pero no comenzó como un campo profesional hasta alrededor de 1900. Scott Cutlip dijo, "Arbitrariamente ponemos como comienzos de la vocación de relaciones públicas el establecimiento de la Oficina de Publicidad en Boston a mediados de 1900 ". Él explica que el origen de las relaciones públicas no se pueden señalar a una fecha exacta, ya que se desarrollaron con el tiempo a través de una serie de eventos. La mayoría de los libros de texto sobre las relaciones públicas dicen que fueron desarrolladas por primera vez en los Estados Unidos, antes de expandirse a nivel mundial; sin embargo, Jacquie L'Etang, una académica del Reino Unido, dijo que fueron desarrolladas en el Reino Unido y los EE. UU. al mismo tiempo. Noel Turnball afirma que comenzó como un campo profesional en el siglo XVIII y XIX con los evangelistas ingleses y reformadores victorianos. De acuerdo con el académico Betteke Van Ruller, las actividades de relaciones públicas no comenzaron en Europa continental como un campo profesional hasta la década de 1920.
Según el académico Stuart Ewen, la mayoría de los esfuerzos de relaciones públicas en los EE. UU. en ese momento eran "control de daños". De acuerdo con Goldman, alrededor de 1903 a 1909 muchos periódicos y prácticamente todas las revistas de circulación masiva publicaban artículos detallados, indignantes artículos describiendo cómo algunas industrias timaban a sus accionistas, mal cobro de las políticas públicas o corruptos. El público se volvió repentinamente más crítico de las grandes empresas. El sentimiento anti-corporativo y pro-reforma de la Era Progresista se reflejó en los periódicos, que estaban aumentando de manera espectacular su circulación así como la disminución del costo del papel. Las relaciones públicas fueron fundadas, en parte, para defender los intereses empresariales contra los artículos de noticias sensacionalistas y extremadamente críticos. También fue influyente en la promoción del consumismo después de la aparición de la producción en masa.

### Primeros pioneros

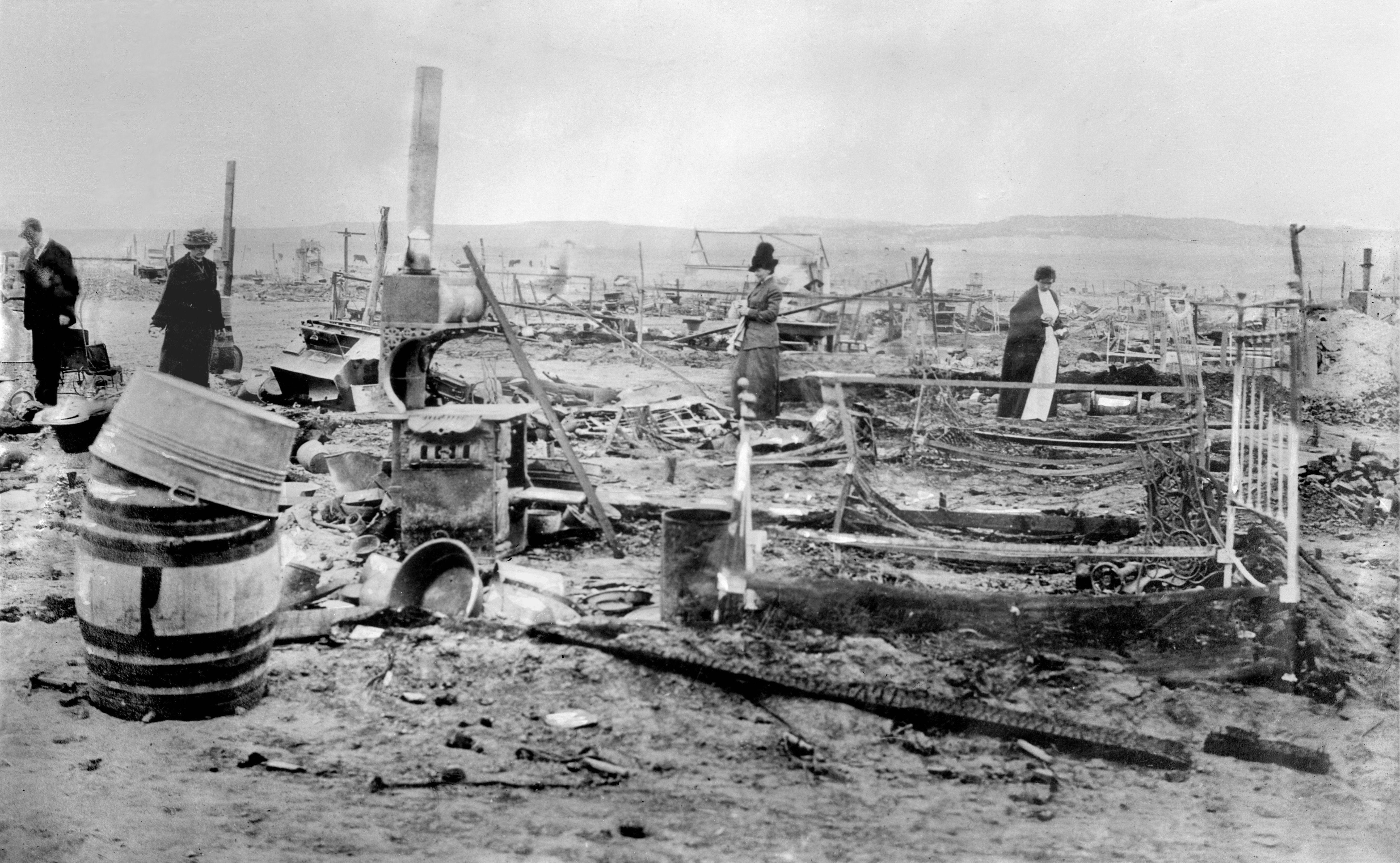
Las consecuencias de la masacre de Ludlow

La Publicity Bureau fue la primera agencia de relaciones públicas y fue fundada por ex-periodistas de Boston incluyendo a Ivy Lee.  Ivy Lee es a veces llamado el padre de las relaciones públicas y era influyente en el establecimiento de las relaciones públicas como una práctica profesional. En 1906, Lee publicó una Declaración de Principios, que decía que el trabajo de relaciones públicas debe hacerse libremente, debe ser precisa y cubrir temas de interés público. Según el historiador Eric Goldman, la declaración de principios marcaron el inicio de un énfasis en informar, en lugar de engañar, al público.  A Ivy Lee también se le acredita el desarrollo de la nota de prensa moderna y la filosofía "tow-way-street" por tanto escuchar y como comunicarse con el público . En 1906, Lee ayudó a facilitar la primera cobertura positiva de los medios del ferrocarril de Pensilvania después de invitar a la prensa a la escena de un accidente de ferrocarril a pesar de las objeciones de los ejecutivos. En ese momento, el secreto sobre las operaciones corporativas era una práctica común. El trabajo de Lee es comúnmente identificado como un giro o propaganda. En 1913 y 1914, el sindicato minero culpaba de la masacre de Ludlow, donde los mineros en huelga y sus familias fueron asesinados por milicia del estado, a la familia Rockefeller y su operación minera de carbón, The Colorado Fuel and Iron Company. En nombre de la familia Rockefeller, Lee publicó boletines llamados "hechos relacionados con la lucha en Colorado para la Libertad de industria" que contenían información falsa y engañosa. La prensa dijo Lee "cambió los hechos" y lo llamó "mentiroso pagado", un "calumniador contratado", y un "envenenador de la opinión pública".  En 1917, la compañía Bathlehem Steel anunció que comenzaría una campaña publicitaria contra los errores percibidos sobre ellos. El Y.M.C.A. abrió un nuevo secretario de prensa. AT & T y otros también comenzaron sus primeros programas de publicidad.
Edward Bernays, sobrino de Sigmund Freud, también es conocido a veces como el padre de las relaciones públicas y el primer teórico de la profesión por su trabajo en la década de 1920. Él tomó el criterio de que las audiencias tenían que ser cuidadosamente entendidas y persuadió a ver las cosas desde la perspectiva del cliente. Él escribió el primer libro de texto sobre relaciones públicas e impartió el primer curso en la Universidad de Nueva York en 1923. Bernays también introdujo por primera vez la práctica de utilizar grupos de interés con el fin de proteger los intereses de tabaco. En la década de 1930 comenzó el primer curso de formación profesional en relaciones públicas. Bernays fue influenciado por las teorías de Freud sobre el subconsciente. Fue el autor de diversos libros, incluyendo Crystallizing Public Opinion (1923), Propaganda (1928), y The Engineering of Consent (1947). Él vio a las relaciones públicas como una "ciencia social aplicada" que utiliza conocimientos de la psicología, la sociología y otras disciplinas para manejar y manipular el pensamiento y el comportamiento de un público irracional y "gregoriano".

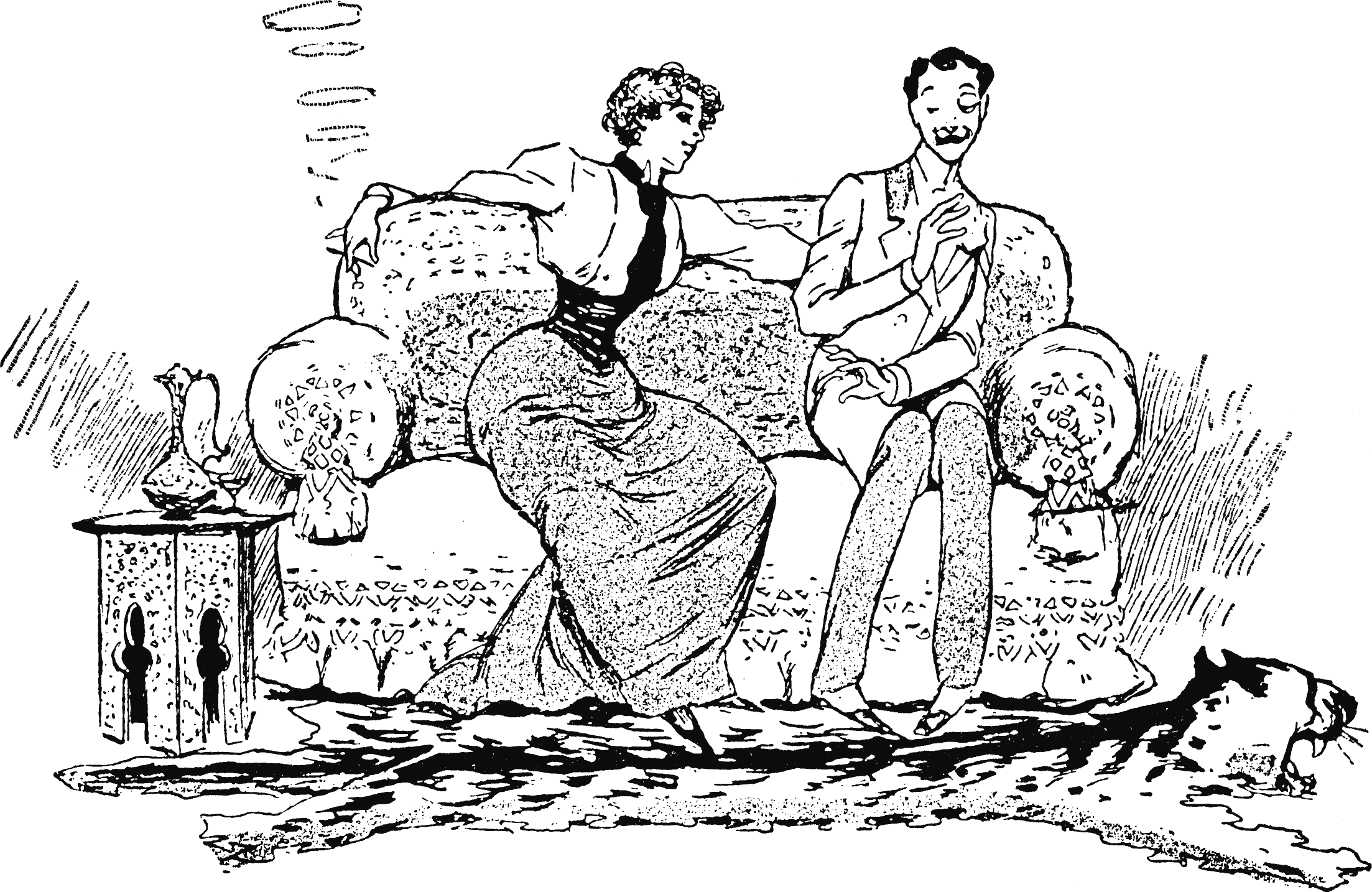
Imagen de una de las primeras campañas alemanas promoviendo el consumo de cigarros para mujeres

En 1929, Edward Bernays ayudó a la marca de cigarrillos Lucky Strike a aumentar sus ventas entre el grupo demográfico femenino. Las investigaciones mostraron que las mujeres eran poco factibles a llevar un paquete de cigarrillos Lucky Strike, porque el esquema de color de la marca verde chocó con opciones de moda populares. Bernays persuadió a los diseñadores de moda, eventos de caridad, interioristas y otros a popularizar el color verde. Él también posicionó los cigarrillos como antorchas de libertad que representan rebelión contra las normas de una sociedad dominada por los hombres.
Según Ruth Edgett de la Universidad de Syracuse, Lee y Bernays ambos tenían "éxitos iniciales y espectaculares en los inicios de relaciones públicas desde el arte del vendedor de aceite de serpiente para la convocatoria de un verdadero comunicador." Sin embargo, "al final de sus carreras, tanto Lee y Bernays se acercaron a los clientes con valores claramente reprobables, exponiéndose así mismos y a su trabajo a la crítica pública." Walter Lippmann fue también un temprano colaborador de la teoría de relaciones públicas, por su trabajo en la libros "Public Opinion" (1922) y "The Phantom Public" (1925). Adjudicó el término "consentimiento de fabricación", que se basa en la idea de que el consentimiento del público debe ser engatusado por los expertos para apoyar a una sociedad democrática.
El periodista Basil Clarke es considerado como el fundador de las relaciones públicas en el Reino Unido. Fundó la primera agencia de relaciones públicas en el Reino Unido en 1924. También fue el autor del primer código de ética en el campo en 1929. Clarke escribió que las relaciones públicas, "deben verse verdaderas y verse completa y franca o su crédito se habrá ido". Sugirió que la selección de los hechos que se difunden por las campañas de relaciones públicas se podría utilizar para persuadir al público.
Arthur W. Page es considerado a veces como el padre de "relaciones públicas corporativas" por su trabajo en Telephone and Telegraph Company de América (AT & T) de 1927 a 1946.  La compañía estaba experimentando resistencia por parte del público por sus esfuerzos de monopolización. A principios de 1900, AT & T habían evaluado que el 90 por ciento de su cobertura de la prensa era negativo, fue reducida a un 60 por ciento cambiando sus prácticas de negocios y la difusión de información a la prensa. Según el historiador de negocios John Brooks, Page posicionó a la empresa como un servicio público y aumentó la apreciación del público por los sus contribuciones a la sociedad. Stuart Ewen dijo que AT & T utilizaba sus dólares de publicidad de periódicos para manipular su cobertura y que su equipo de relaciones públicas escribían reportajes que eran publicado como si hubieran sido escritas por periodistas independientes.

### Primeras campañas
Edward Clarke y Bessie Tyler fueron influyentes en el crecimiento del Ku Klux Klan a cuatro millones de miembros más durante tres años de uso de técnicas de publicidad en la década de 1920. En 1926 la Empire Marketing Board se fundó por el gobierno británico, en parte, para fomentar una preferencia por bienes producidos en Gran Bretaña. Todos se retiraron en 1933 debido a los recortes del gobierno. En 1932, un folleto "La proyección de Inglaterra" abogaba por la importancia de Inglaterra por gestionar su reputación en el país y en el extranjero. El Ministerio de Información se creó en el Reino Unido en 1937.
Franklin Delano Roosevelt y Woodrow Wilson fueron los primeros presidentes en enfatizar el uso de la publicidad. En la década de 1930 Roosevelt usó los medios para promover "The New Deal" y para culpar a las corporaciones de los problemas económicos del país. Esto llevó a las compañías a recaudar su propia publicidad en defensa. Los atentos de desconfianza de Roosevelt's provocaron que las compañías persuadieran al público ya a los legisladores a pensar que "las grandes corporaciones no eran necesariamente malas." Wilson utilizó los medios para promover su programa de reformas al gobierno, "The New Freedom". Formó el Comité de la Información Pública.
En la década de 1930 la Asociación Mundial de Manufactura fue una de las primeras en crear una campaña mayor promoviendo el capitalismo y puntos de vista en pro de los negocios. Se presionó en contra de los sindicatos, "The New Deal" y 8 horas de labor al día. NAM intentó, sobre todo sin éxito, de convencer al público de que los intereses del público estaban alineados con los intereses corporativos y crear una asociación entre el comercio y los principios democráticos. Durante la Segunda Guerra Mundial, Coca Cola prometió que "cada hombre en uniforme obtiene una botella de Coca-Cola por cinco centavos, donde quiera que esté y por lo que sea que le cuesta a la empresa". La compañía convenció a los políticos de que era crucial para los esfuerzos de guerra y fue dispensada de raciones de azúcar. Durante el Programa de Recuperación Europea las relaciones públicas fueron mejor establecidas en Europa cuando las empresas con sede en los Estados Unidos con los departamentos de relaciones públicas se establecieron mejor en Europa y crearon filiales europeas.
En 1938, en medio de la preocupación con respecto a los precios del diamante de goteo y el volumen de ventas, De Beers con su agencia de publicidad NW Ayers adoptó una estrategia para "fortalecer la asociación de los diamantes con el romance en la mente del público", mientras "más fino y más grande sea el diamante, mayor es la expresión del amor." Esto se conoció como el "léxico de las grandes campañas" de Estados Unidos para persuadir con éxito al público a comprar artículos de lujo caros durante un momento de estrés financiero a través de la manipulación psicológica. También condujo al desarrollo de la consigna "Un diamante es para siempre" en 1947 y fue influencia en cómo se comercializan a partir de entonces los diamantes. Después de la Primera Guerra Mundial el primer indicio de relaciones públicas empezaron en Francia y se volvieron más estables a través del Plan Marshall.

## Propaganda de los tiempos de guerra

### Primera Guerra Mundial

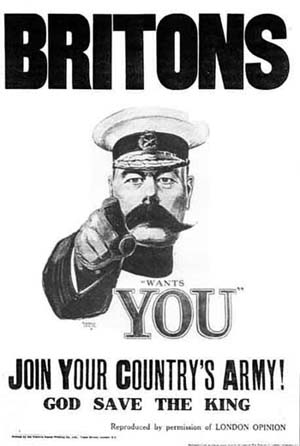
1914 "Lord Kitchener Wants You!" poster

La primera campaña de propaganda a gran escala fue durante la Primera Guerra Mundial. Alemania creó The German Information Bureau para crear panfletos, libros y otros medios de comunicación para apoyar "la justicia de la causa", recaudaban así voluntarios para demonizar al enemigo y persuadir a América de permanecer neutral en el conflicto. En respuesta al aprendizaje acerca de la propaganda de Alemania, los británicos crearon una agencia de propaganda de guerra llamada Wellington House en septiembre de 1914. Historias atroces, tanto reales como ficticias, se utilizaron para incitar al odio por el enemigo, sobre todo después de la "Violación de Bélgica" en 1915. Francia creó una agencia de propaganda en 1914. La publicidad en Australia llevó a una elevación en la prohibición de proyectos militares por parte del gobierno.  Hungría, Austria usaron tácticas de propaganda para atacar la credibilidad del gobierno de Italia e inducir a la guerra. Italia en contrataque creó The Padua Commission en 1918, lo que llevó a propaganda aliada contra Hungría,  Austria.
Una semana después de que Estados Unidos le declaró la guerra a Alemania en 1917, el presidente estadounidense Woodrow Wilson estableció la agencia de propaganda de Estados Unidos, el Comité de Información Pública (Creel Commission), como una alternativa a las demandas de censura de los medios por el ejército de Estados Unidos y la marina. El comité difundió comentarios positivos para presentar una imagen optimista acerca de la guerra y negar atrocidades fraudulentas hechas para incitar la ira contra el enemigo. El comité reclutó cerca de 75 000 "Four Minute Men", voluntarios que hablaban a cerca de la guerra en eventos sociales por cuatro minutos.
Como resultado de la propaganda de la Primera Guerra Mundial, hubo un cambio en la teoría de relaciones públicas de un enfoque en la argumentación fáctica a una de las apelaciones emocionales y la psicología de la multitud. El término "propaganda", que fue originalmente asociado con la religión y la iglesia, se convirtió en un concepto más ampliamente conocido y aceptado.

### Segunda Guerra Mundial
La propaganda no desarrolló una connotación negativa hasta que fue utilizado en la propaganda nazi de la Segunda Guerra Mundial.  A pesar de que la propaganda alemana de la Primera Guerra Mundial se consideró más avanzada que la de otras naciones, Adolfo Hitler dijo que la propaganda había sido infrautilizada y afirmó que la propaganda británica de gran calidad fue la principal razón de la pérdida de la guerra. La Alemania nazi creó el Ministerio de Instrucción Pública y propaganda marzo de 1933, justo después que los nazis tomaron el poder. El partido nazi tomó control editorial sobre los periódicos, crearon sus propias organizaciones de noticias y establecieron el control nazi sobre las organizaciones en los países conquistados. El partido nazi utilizó pósteres, películas, libros, y altavoces públicos entre sus tácticas.
Según el historiador Zbyněk Zeman, la radiodifusión se convirtió en el medio más importante para la propaganda durante la guerra. Los carteles también se utilizaban en el país y folletos fueron arrojados detrás de las líneas enemigas. En las regiones conquistadas por Alemania, los ciudadanos podían ser castigados con pena de muerte por escuchar emisoras extranjeras. Gran Bretaña tenía cuatro organizaciones que participaban en la propaganda y era metódico en la comprensión de sus audiencias en diferentes países. La propaganda estadounidense se centró en la lucha por la libertad y la conexión entre los esfuerzos de guerra y la producción industrial. Carteles soviéticos también se centraron en la producción industrial.
En los países donde los ciudadanos están subordinados por el gobierno, campañas de propaganda agresiva continuaron durante tiempos de paz, mientras que las naciones democráticas liberales utilizaban principalmente técnicas de propaganda para apoyar los esfuerzos de guerra.

## Desarrollo profesional
Según el historiador Eric Goldman, por la década de 1940 las relaciones públicas que se enseñaba en las universidades y era una ocupación profesional enseñada en forma similar a la de abogados y médicos. Sin embargo, no logró obtener el reconocimiento completo como profesión debido, en parte, a una historia de engaño. El autor Marvin Olasky dijo en 1987 que la reputación de la profesión estaba empeorando, mientras que Robert L. Heath de la Universidad de Houston, dijo en 1991 que estaba progresando hacia la "verdadera situación profesional." El académico J.A.R. Pimlott dijo que había logrado "cuasi-profesionalismo." Heath dijo que a pesar de la profesionalidad y la ética recién descubierta del campo, su reputación se vio aún afectada por una historia de comportamiento explosivo.
El número de medios de comunicación y relaciones públicas aumentó el talento desde que la propaganda de guerra entró en el sector privado. La práctica de las relaciones públicas se hizo omnipresente al llegar a objetivos políticos, activistas y corporativos. El desarrollo de la prensa en un medio más en tiempo real también condujo a un mayor escrutinio de las actividades de relaciones públicas y de aquellos a quienes representan. Por ejemplo, Richard Nixon fue criticado por "doble moral" y "obstruccionismo" en las respuestas de relaciones públicas de la oficina en el escándalo de Watergate. La práctica de las relaciones públicas se hizo omnipresente para alcanzar la política, el activismo y los objetivos coporativos.
Las asociaciones comerciales se formaron por primera vez en los EE. UU. en 1947 con la Sociedad de Relaciones Públicas de América, seguido por el Instituto de Relaciones Públicas (ahora el Instituto Colegiado de Relaciones Públicas) en Londres en 1948. Asociaciones comerciales similares fueron creadas en Australia, Europa, Sudáfrica, Italia y Singapur. La Asociación Internacional de Relaciones Públicas se fundó en 1955. El Instituto de Relaciones Públicas celebró su primera conferencia en 1949 y ese mismo año el primer libro británico en relaciones públicas, "Relaciones públicas y publicidad", que fue publicado por J. H. Brebner. The International Association of Business Communicators fue fundada en 1970. Betsy Ann Plank es conocida como "la primera mujer en las relaciones públicas" al ser la primera presidenta de la Sociedad de Relaciones Públicas de América en 1973.
Dos de las mayores firmas de relaciones públicas hoy en día son Edelman y Burson-Marsteller, que fueron fundadas en 1952 y 1953, respectivamente. Daniel Edelman creó el primer media tour en la década de 1950 con un tour por el país con "los gemelos Toni", donde uno había utilizado un salón profesional y el otro había utilizado productos para el cuidado de la casa de Toni. También fue durante este período que el comercio de revistas como PR Week, Ragans y PRNews se fundó. John Hill, fundador de Hill & Knowlton, es conocido como el primer pionero de las relaciones públicas internacionales. Hill & Knowlton fue la primera gran firma de EE. UU. en crear una fuerte red internacional en la década de 1960 y 1970. Both Edelman y Burson-Marsteller siguieron a Hill & Knowlton estableciendo operaciones en Londres en la década de 1960 y los tres comenzaron a competir internacionalmente en Asia, Europa y otras regiones. Jacques Coup de Frejac fue una influencia en la persuasión de las empresas americanas y británicas a extenderse de igual manera al mercado francés y así convencer a las empresas francesas de comprometerse con las actividades de relaciones públicas. En la década de 2000, las relaciones públicas en América Latina se comenzaron a desarrollar a un ritmo "a la par con las naciones industrializadas."
De acuerdo con El Manual Mundial de Relaciones Públicas, las relaciones públicas evolucionaron a partir de una serie de "agentes o publicistas de prensa" a un tipo de teoría y práctica en la década de 1980. La investigación fue publicada en revistas académicas como la Public Relationship Review y el Journal of Public Relations Research. Esto llevó a un consenso de la industria para categorizar el trabajo de relaciones públicas en un proceso de cuatro pasos:. La investigación, la planificación, la comunicación y la acción.

## Social y digital
Durante la década de 1990 la especialización para comunicar a ciertas audiencias y dentro de ciertos segmentos de mercado surgió, como relaciones con los inversores de tecnología de relaciones públicas. La nueva tecnología de Internet y sitios web de redes sociales efectúan estrategias y tácticas de relaciones públicas. En abril de 1999, cuatro directivos de IBM, Sun Microsystems, National Public Radio y Linux Journal crearon "The Cluetrain Manifesto". El Manifiesto estableció 95 tesis sobre la forma en la que los medios sociales y las tecnologías de internet iban a cambiar los negocios. Se llegó a la conclusión de que los mercados se habían vuelto "más inteligentes y más rápidos que la mayoría de las empresas," porque estaban interesados en obtener información de unos a otros. El Manifiesto "creó una tormenta", con fuertes detractores y partidarios. Ese mismo año, Seth Godin publicó un libro de mercadotecnia, que abogó en contra de la publicidad y en favor de la mercadotecnia útil y educativa. Si bien inicialmente fue polémica, para el año 2006 fue comúnmente aceptado que las redes sociales tomarían un papel importante en las relaciones públicas.
Los comunicados de prensa, que durante la mayor parte del siglo no sufrieron ningún cambio, comenzaron a integrar funciones digitales. BusinessWire introdujo el "Smart New Release", que incorpora audio, vídeo e imágenes, en 1997. Esto fue seguido por el lanzamiento multimedia MultiVu de PRNewswire en 2001. El Comunicado de Prensa Social fue creado por Todd Defren por Shift Communications en el 2006 en respuesta a un blog escrito por un periodista y bloguero titulado "Die! Press release! Die! Die! Die!" La incorporación de características digitales y sociales se convirtieron en una norma entre los servicios de cable, y las empresas comenzaron rutinariamente a hacer anuncios en su blog corporativo.
Según The New York Times, las comunicaciones corporativas pasaron de ser un monólogo a una conversación de ambas partes y los nuevos medios de comunicación también hicieron "más fácil para los consumidores el aprender sobre las confusiones y errores" de las relaciones públicas. Por ejemplo , después de que el derrame de petróleo de Deepwater Horizon, BP trató de culpar a otras partes, afirman que el derrame no fue tan significativo como lo fue y se centró en la ciencia, mientras que fueron surgiendo historias de interés humano relacionados con el daño. En el 2011, Facebook trató de difundir de forma encubierta preocupaciones sobre la privacidad de los Círculos Sociales de Google, su competencia. ChapStick creó una crisis de comunicación después de que presuntamente, borrara repetidamente comentarios negativos en su página de Facebook. Durante la guerra contra Irak, se expuso que los EE. UU. crearon falsas personalidades en la radio para difundir información proestadounidense y pagaron a periódicos iraquíes para escribir artículos escritos por tropas estadounidenses.